# Vin Moore
Vin Moore (23 de enero de 1879 – 5 de diciembre de 1949) fue un director, actor y guionista cinematográfico de nacionalidad estadounidense
Nacido en Mayville, Nueva York, su carrera se desarrolló principalmente en la época del cine mudo. 
Dirigió un total de 83 filmes entre 1915 y 1938, actuando en una treintena de producciones. Falleció en 1949 en Hollywood, California. 

## Selección de su filmografía

### Actor
- 1919 : Captain Kidd, Jr.
- 1926 : Lazy Lightning

### Guionista
- 1930 : See America Thirst
- 1934 : The Red Rider

### Director
- 1920 : Distilled Love
- 1920 : An Elephant’s Nightmare
- 1930 : See America Thirst
- 1931 : The Virtuous Husband
- 1931 : Many a Slip
- 1934 : Flirting with Danger
- 1935 : Cheers of the Crowd